# Ingemar Ernberg
Ingemar Ernberg, född 1948, är en svensk cellbiolog.
Ingemar Ernberg disputerade 1979 för Georg Klein på en avhandling om cancervirus. Han blev docent i tumörbiologi 1981, och fick 1983 läkarlegitimation. Han är sedan 1995 professor i tumörbiologi vid Institutionen för mikrobiologi, tumör- och cellbiologi på Karolinska Institutet. Hans forskargrupp undersöker hur infektioner och andra mekanismer leder till uppkomsten av cancer.
Ernberg medverkade 2010 i Lennart Nilsson och Mikael Agatons TV-dokumentärserie Resan till livets kärna.